# Hymn Kelantanu
Selamat Sultan – hymn malezyjskiego stanu Kelantan. Słowa napisał Mahmood bin Hamzah w 1930 roku, a muzykę skomponował go Haji Mohamed bin Mohamed Saaid w roku 1927.
Słowa
Lanjutkan Usia Al-Sultan Kami

Sultan Kelantan Raja Ikrami

Aman Sentosa Tuhan Sirami

Kekal Memerintah Kami

Kasih Dan Taat Setia Disembahkan

Keriangan Diucapkan

Segala Kebesaran Allah Cucurkan

Bertambah Kemuliaan